# Chapachapa
Chapachapa är en ort i Mexiko.   Den ligger i kommunen Misantla och delstaten Veracruz, i den sydöstra delen av landet, 240 km öster om huvudstaden Mexico City. Chapachapa ligger 133 meter över havet och antalet invånare är 319.
Terrängen runt Chapachapa är huvudsakligen kuperad, men den allra närmaste omgivningen är platt. Chapachapa ligger nere i en dal. Runt Chapachapa är det ganska tätbefolkat, med 134 invånare per kvadratkilometer. Närmaste större samhälle är Misantla, 4,8 km sydost om Chapachapa. Omgivningarna runt Chapachapa är en mosaik av jordbruksmark och naturlig växtlighet.